# Ursinia filipes
Ursinia filipes là một loài thực vật có hoa trong họ Cúc. Loài này được (E.Mey. ex DC.) N.E.Br. miêu tả khoa học đầu tiên.